# Perspective (album Ricky’ego Nelsona)
Perspective – muzyczny album studyjny piosenkarza Ricky'ego Nelsona wydany w 1969 roku przez wytwórnię Decca Records. 

## Utwory
| A1 | When The Sun Shined Its Face On Me  | 2:17 |
| A2 | Without Her                         | 2:30 |
| A3 | The Lady Stayed With Me             | 2:16 |
| A4 | Three Day Eternity                  | 2:18 |
| A5 | For Emily Whenever I May Find Her   | 2:40 |
| B1 | Stop By My Window                   | 2:47 |
| B2 | Hello To The Wind (Bonjour Le Vent) | 2:46 |
| B3 | Wait Till Next Year                 | 2:39 |
| B4 | Love Story                          | 3:13 |
| B5 | So Long Dad / Love Story (Reprise)  | 3:47 |
| B6 | I Think It's Going To Rain Today    | 3:16 |